# Десрбизација
Десрбизација или расрбљивање односно денационализација Срба је процес појединачног или колективног губљења етничког, односно националног идентитета Срба. Током историје, десрбизација је вршена у два основна облика: путем превођења појединаца или група из српског етничког корпуса у етнички корпус неког другог народа (на пример, десрбизација путем мађаризације), или у облику одвајања делова српског народа ради стварања посебних нација (на пример, десрбизација путем црногоризације).

## Историја
Током османске владавине у српским земљама, од краја 14. до почетка 20. века, део православних Срба је, добровољно или принудно, преведен на ислам, чиме је отпочео процес њихове акултурације, која је започињала променом вере, а настављала се прихватањем обичаја својствених другој култури. Овај процес је био посебно изражен на подручју Косова и Метохије, где је упоредо са исламизацијом спровођена и албанизација. Иако је део исламизованих Срба задржао свест о српском пореклу и припадности српском етничком корпусу, вековна акултурација је током 19. и 20. века, у време успона националних покрета, довела до идентитетског отклона који је након аустроугарског запоседања Босне и Херцеговине (1878) употребљен као средство за спровођење посебног политичког пројекта у виду стварања бошњачке нације.
У јужним српским областима, након укидања Српске патријаршије (1766) дошло је до покушаја хеленизације српских црквених установа од стране фанариота који су управљали Цариградском патријаршијом, што је у раздобљу од друге половине 18. до почетка 20. века довело до многих лоших последица, првенствено након стварања Бугарске егзархије, која је постала средство за спровођење десрбизације и бугаризације. Интензивна десрбизација путем бугаризације спровођена је у источним и јужним српским областима за време бугарске окупације током Првог светског рата, у раздобљу од 1915. до 1918. године, а затим поново током Другог светског рата, у раздобљу од 1941. до 1944. године.
У исто време, на подручјима под хабзбуршком влашћу, десрбизација је од почетка 16. до почетка 20. века такође спровођена путем преверавања православних Срба и њиховог преобраћивања на римокатоличку веру, услед чега је долазило до њихове постепене акултурације и мађаризације (у областима Угарске), односно хрватизације (у областима Хрватске и Славоније). Један од најизразитијих примера десрбизације путем унијаћења и хрватизације представља однарођивање жумберачких Срба.
Политика десрбизације, односно денационализације Срба попримила је геноцидне размере за време Другог светског рата (1941-1945), када је усташки режим на подручју Независне Државе Хрватске спроводио антисрпску политику по којој је једну трећину Срба требало побити, другу трећину протерати, а преосталу трећину покатоличити и похрватити. Ради што брже десрбизације и похрваћивања преосталих Срба, усташки режим је почетком 1942. године створио и такозвану Хрватску православну цркву. У исто време, на подручју Бачке и Барање, мађарске окупационе власти су спроводиле сличну политику денационализације Срба, путем мађаризације.
Политика десрбизације спровођена је и на подручју Црне Горе, након окупације у Другом светском рату (1941), када су сарадници окупатора, предвођени Секулом Дрљевићем, покушали да створе Независну Државу Црну Гору као квази-националну државу "црногорског" народа. Иста политика је настављена и за време комунистичке власти у Југославији. У раздобљу између два светска рата, Коминтерна се у својим програмским документима залагала за разбијање тадашње Краљевине Југославије и стварање посебне црногорске нације, тако да је истоветан став заузела и Комунистичка Партија Југославије. Главни заговорник десрбизације у Црној Гори био је црногорски комуниста Милован Ђилас, који је одлучно заступао став о самобитности црногорске нације, у чему су га отворено подржавали Едвард Кардељ и Јосип Броз Тито. Након успостављања комунистичке власти (1944-1945) и стварања Народне Републике Црне Горе као федералне јединице у саставу нове Југославије (1945), комунистички режим је озваничио посебну црногорску нацију, чиме је постављена основа за организовано спровођење процеса десрбизације и црногоризације. Идеолошку основу десрбизације у Црној Гори поставио је Милован Ђилас, који је у својим програмским чланцима из првих поратних година заступао тезу о историјској посебности "црногорске" нације.
Слична политика је након Другог светског рата спровођена и на подручју новостворене Народне Републике Македоније, где је комунистички режим у склопу антисрпске политике изазвао црквени раскол, створивши посебну Македонску православну цркву, и тако створио основ за стварања македонске нације и даљу десрбизацију простора новоформиране Социјалистичке Републике Македоније.
У савременом добу, индивидуална десрбизација је присутна у српској дијаспори, а огледа се у постепеном губљењу етничког, односно националног идентитета путем акултурације, односно постепеног прихватања страних културних и идентитетских обележја. Постепена десрбизација је у савременом друштву додатно подстакнута процесом свеопште глобализације.

## Терминологија
У литератури и публицистици на српском језику, поред појма десрбизација (или десрбизирање, односно десрбизовање), у истоветном значењу се употребљава и појам расрбљивање (или расрбљавање), као и израз однарођивање Срба (или однарођавање Срба), односно израз денационализација Срба (или денационализирање Срба, односно денационализовање Срба).
У литератури и публицистици на страним језицима, поред енглеског појма deserbisation, односно deserbization, такође се употребљавају: на немачком језику - појам deserbisierung, на француском језику - појам deserbisation, на италијанском језику - појам deserbizzazione, на шпанском језику - појам deserbización, на руском језику - појам: десербизация, на бугарском језику - појам: десърбизация, на хрватском језику - појам desrbizacija, а слични појмови се употребљавају и у литератури на другим језицима.